# Ernest Fourneau
Ernest François Auguste Fourneau (Biarritz, 4 ottobre 1872 – Ascain, 5 agosto 1949) è stato un chimico e farmacologo francese, uno dei padri della chemioterapia in Francia.
Direttore del laboratorio di chimica terapeutica dell'Istituto Pasteur di Parigi, fece ricerche sull'azione farmacologica degli amminoalcoli, dell'efedrina, dei sulfamidici, di alcuni alcaloidi, antistaminici, barbiturici, anestetici ed altro. Il farmaco Orsanina è sotto il suo nome.
Scrisse: Préparation des médicaments organiques.